# Storbyens Blændværk
|  | Denne artikel er oprettet af botten Steenthbot ud fra en ekstern database. Den kan derfor have sproglige fejl eller mangler. Denne skabelon kan fjernes efter kontrol af indholdet. |

Storbyens Blændværk er en dansk kortfilm fra 1939 instrueret af Poul Ankjær Christiansen og efter manuskript af Ole Smith.

## Handling
En advarsel til landets ungdom mod at rejse til København, hvor så mange fristelser møder mænd og kvinder fra forskellige egne af landet. Filmen får en opfølger i 'Mulden drager' (1942).

## Medvirkende
- Carl Heger
- Karin Nellemose